# آرکو (آیداهو)
آرکو(به انگلیسی: Arco) شهری در شهرستان بیوت ایالت آیداهو است که جمعیت آن در سرشماری سال ۲۰۱۰ میلادی ۹۹۵ نفر بوده است.